# John Robert Gregg

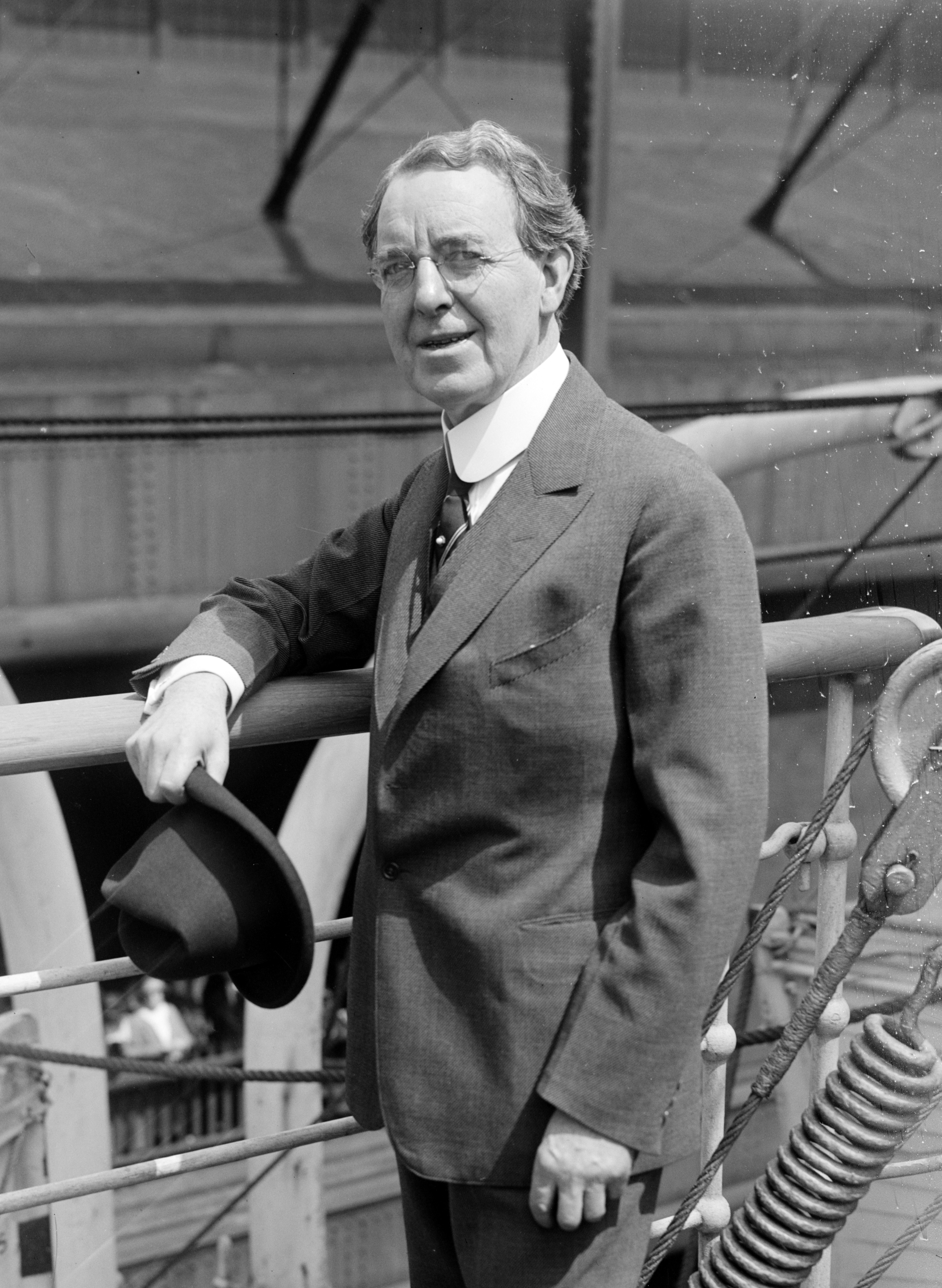
John Robert Gregg

John Robert Gregg (* 17. Juni 1867 in Rockorry, Grafschaft Monaghan, Irland; † 23. Februar 1948 in Cannondale, Connecticut, USA) war ein US-amerikanischer Stenograf und Stenografie-Erfinder irischer Herkunft.

## Leben

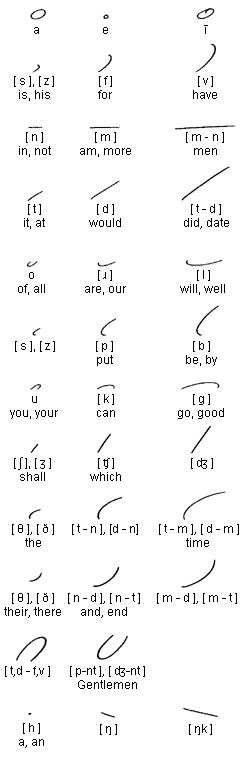
Greggs Kurzschrift-Alphabet. Die meisten Buchstaben sind zugleich Kurzformen für häufig gebrauchte Wörter.

Gregg unterrichtete zunächst eine englische Adaption der französischen Kurzschrift von Duployé, die er aber wegen ihrer eckigen Formen nicht sehr geeignet für ein hohes Schreibtempo fand. 1888 publizierte Gregg die von ihm erfundene Kurzschrift zuerst in einer Broschüre (Light-Line Phonography, Liverpool 1888). 1893 wanderte er in die USA aus, wo er in Chicago die Gregg Publishing Company gründete (1948 von McGraw-Hill übernommen). Noch in demselben Jahr 1893 veröffentlichte er das Buch Gregg shorthand, das in den USA großen Anklang fand. Für seine Company schrieb Gregg Hunderte Bücher, vor allem Anleitungen für seine Stenografie, aber auch für andere Bereiche des Geschäftslebens (z. B. Applied Secretarial Practice, 2. Aufl. 1942).

## Stenografie
Greggs Kurzschrift verwendet elliptische Formen, die sich schnell schreiben lassen. Außerdem ist sein System phonetisch, d. h., es orientiert sich an der Aussprache, nicht an der Orthografie der Wörter, so werden z. B. bei „telephone“ der ph-Laut und bei „laugh“ der gh-Laut mit dem Kurzschrift-Zeichen für f geschrieben. Im Gegensatz zu der von Isaac Pitman erfundenen Pitman-Kurzschrift kommt Gregg ohne Verdickungen aus; seine Kurzschrift kann also in einer einheitlichen Linienstärke geschrieben werden. Greggs Kurzschrift wurde in mehreren späteren Versionen schrittweise vereinfacht, indem z. B. die Anzahl der Kurzformen für bestimmte Wörter reduziert wurde. Diese späteren Versionen der Gregg-Stenografie heißen Anniversary Gregg shorthand (1929), Simplified Gregg shorthand (1949), Diamond Jubilee Gregg shorthand (1963), 90 series Gregg shorthand (1978) und Centennial Gregg shorthand (1988).
Bis heute ist Greggs Stenografie das in den USA meistbenutzte System. Es existieren auch Übertragungen in andere Sprachen, worunter die von Eduardo Vega entworfene spanische Stenografie nach Gregg die größte Verbreitung gefunden hat.